# Шаниязов, Карим Шаниязович
Карим Шаниязович Шаниязов (узб. Karim Shoniyozovich Shoniyozov; 1 октября 1924, кишлак Карлук, Касанский район, Кашкадарьинская область, Узбекская ССР — 5 октября 2000) — советский узбекский этнограф-тюрколог, историк. Доктор исторических наук (1975, по монографии). Академик АН РУз. Сфера научных интересов: этническая история и этногенез узбекского народа.

## Биография
Родился 1 октября 1924 года в кишлаке Карлук Касанского района Кашкадарьинской области в семье дехканина. Происходит из узбекского рода карлуков. На первом году жизни лишившись родителей, он воспитывался у родственников, а затем в интернате. Карим Шаниязов рано начал свою трудовую жизнь: с 11 лет работал в колхозе. В 1941 году Шаниязов добровольно ушел на фронт, прошел всю Великую Отечественную войну. Сражался на Ленинградском, Украинском, Белорусском, Прибалтийском фронтах. Был командиром моторизованного взвода разведки, воевал в Румынии, Польше и Германии. За проявленные отвагу и мужество был награждён 5 орденами и 15 медалями.
В 1952 г. окончил Ташкентский государственный педагогический институт. После окончания института работал сотрудником органов МГБ Узбекской ССР, преподавателем техникума.
В середине 1950-х годов большую группу узбекских молодых ученых направили в аспирантуру в академические институты Москвы и Ленинграда. Среди них посчастливилось быть и Шаниязову. Он поступил в аспирантуру Ленинградской части Института этнографии АН СССР. Здесь его научным наставником и учителем был известный тюрколог Леонид Потапов, который стоял у истоков формирования К. Ш. Шаниязова как исследователя и способствовал определению его научного интереса к этнической истории тюркских народов.
Первый большим научным трудом Шаниязова стала монография "Узбеки-карлуки (историко-этнографический очерк), написанная им в 1964 году. Эта работа посвящена одной из крупных этнографических групп узбеков — карлукам, выходцем из которой был сам К. Ш. Шаниязов. Продолжая углубленно изучать этническую историю, процесс складывания узбекского народа, он провел историко-этнографические исследования таких его отдельных компонентов, как канглы, кипчаки, узы, курама и др. В 1974 году он написал монографию «К этнической истории узбекского народа» (1974). Это монография станет его докторской диссертацией, которую он защитил в 1975 г. Также его перу принадлежат такие фундаментальные работы как, «Кангы и кангское государство» 1990, «Государство карлуков и карлуки» (1999). Две последние монографии вышли на узбекском языке.
Следуя концепции С.П Толстова, К. Ш. Шаниязов стал одним из исследователей, которые научно обосновали тезис о раннем проникновении тюрков на территорию Центральной Азии (I в. до н. э.) и обстоятельно исследовали их роль в складывании народов данного региона. Вместе с тем он не обделял своим вниманием и исторических предков узбеков — саков, массагетов, кангаров, согдийцев, хорезмийцев, бактрийцев и др., а также другим этническим компонентам местного населения и их роли в этногенезе и этнической истории узбеков.
К. Ш. Шаниязов исследовал вопросы связей узбеков с другими народами Среднеазиатско-Казахстанского региона и роли тюркоязычных народов в этногенезе узбеков. По этим вопросам посвятил многочисленные статьи, разделы коллективных монографий, доклады на конференциях и симпозиумах. Среди них «Современный этнический состав и этнические процессы в Узбекской ССР» 1970; «К вопросу расселения и родовых делений канглы» 1972; «Этнокультурные связи узбеков с другими тюркоязычными народностями Средней Азии» 1976; «Некоторые вопросы этнической динамики и этнических связей узбеков в XIV—XVIII вв.» 1986 и многие другие.
В 1967—1988 и 1991—1999 гг. К. Ш. Шаниязов руководил работой отдела этнографии, а потом отдела этнической истории Института истории АН Республики Узбекистан. Он возглавлял целый ряд этнографических экспедиций, в результате которых были обследованы почти все регионы Узбекистана и собран огромный, уникальный полевой материал по самым различным проблемам этнографии. Богатый полевой материал, а также глубокое знание жизни узбекского народа позволили К. Ш. Шаниязову на профессиональном уровне дать многоплановый анализ целого ряда важных для этнографии вопросов: традиционного хозяйства узбеков (животноводство и земледелие), обычаев и обрядов, связанных с традиционными занятиями узбеков.
Научные интересы К. Ш. Шаниязова были весьма значительными. Он исследовал социальные отношения в кишлаке, общественное землепользование, формы земельной собственности, традиционные народные праздники, игры и развлечения узбеков. Совместно с X. Исмаиловым им были написаны «Этнографические очерки материальной культуры узбеков конца XIX — начала XX века» 1981, где К. Ш. Шаниязову принадлежат главы о пище и жилище.
Свои многолетние исследования по вопросам этнографии ученый обобщил в 1980-е годы в подготовленной в отделе этнологии Института истории АН РУз коллективной монографии «Узбеки», для которой написал разделы о традиционных занятиях, пище, переносном жилище кочевников, а также о семейном и общественном быте узбеков во второй половине XIX — начале XX в. Научные труды К. Ш. Шаниязова стали фундаментальным вкладом в разработку основных проблем исторической этнографии узбеков.
К. Ш. Шаниязов вместе со авторами написали четырёхтомную «Историю Узбекской ССР» (1968) и «Историю Узбекистана» (Т. III. 1993). Его перу принадлежат главы и разделы о быте и культуре узбеков в различные периоды истории из этих книг. Он активно сотрудничал с этнографами Москвы, Ленинграда и многих союзных республик, был автором ряда коллективных исследований: «Очерки по истории хозяйства народов Средней Азии и Казахстана» (Л., 1973); «Хозяйственно-культурные традиции народов Средней Азии и Казахстана» (М, 1975); «Этнические процессы у национальных групп Средней Азии и Казахстана» (М., 1980). Он входил в редколлегии обобщающих исследований по Среднеазиатско-Казахстанскому региону, в том числе тома «Народы Средней Азии и Казахстана» (М., 1967).
К. Ш. Шаниязов умер в больнице, заканчивая работу над своим последним научным трудом «Процесс формирования узбекского народа», в котором он как бы подвел итог своей более чем 40-летней работы по проблемам этногенеза и этнической истории. Это фундаментальный труд, в котором на основе новых источников автор дал широкую картину этногенеза и этнической истории узбеков с I в. до н. э. до XX в., изложил свои взгляды на сложные явления становления узбекского народа.
Был женат на С. Азимджановой, которая стала известным востоковедом.
К. Ш. Шаниязову было присвоено звание «Заслуженный деятель науки Узбекистана». В 1994 году он был избран членом-корреспондентом, а в 2000 году действительным членом Академии наук Республики Узбекистан.

## Бибилиография
- Из истории расселения племен карлуков. Сборник работ аспирантов отделения общественных наук. Вып. 2. Ташкент, 1958.
- К вопросу о социальных отношениях у карлуков Южного Узбекистана в конце XIX — начале XX века (по этнографическим данным) // Изв. АН УзССР. Сер. обществ, наук. 1959. № 3.
- Общинное землепользование в селении Каллык // Краткие сообщения Института этнографии им. Н. Н. Миклухо-Маклая АН СССР. 1960. Вып. XXXIV.
- Рецензия: Ценный труд ученого лингвиста // Обществ. науки в Узбекистане (далее — ОНУ). 1961. № 3.
- О языке карлуков // Вопросы литературоведения и языкознания. Вып. 4. Ташкент, 1962 (на узб. яз.).
- Об основных видах земельной собственности и о размерах хараджа в Бухарском ханстве в XIX — начале XX в. (по этнографическим данным) // ОНУ. 1962. № 3.
- Узбеки-карлуки (историко-этнографический очерк). Ташкент, 1964.
- Этнический состав узбеков и консолидация их в социалистическую нацию. Докл. на VII Междунар. конгр. антропологических и этнографических наук. М., 1964. На англ. яз.
- Современный этнический состав и этнические процессы в Узбекской ССР // Матер. межвузовской науч. конф. по проблемам народонаселения Средней Азии. Ташкент, 1965.
- Словник по этнографии Узбекистана. Ташкент, 1967 (на узб. яз.).
- Рец.: Книга по истории взаимоотношений народов низовьев Амударьи // ОНУ. 1967. № 2 (в соавт. с С. К. Камаловым).
- Современные этнические процессы и быт узбекского народа // История Узбекской ССР. Т. IV. Ташкент, 1968 (в соавт. с О. А. Сухаревой, Ф. А. Ариповым, С. М. Мирсалиховым).
- Современный этнический состав и этнические процессы в Узбекской ССР // Проблемы народонаселения. М., 1970.
- Этнический состав узбеков и консолидация их в социалистическую нацию // Тр. VII Междунар. конгресса антропологических и этнографических наук. М., 1964. Т. X. М., 1970.
- Выступление на симпозиуме «Взаимоотношения кочевого и оседлого населения» // Там же.
- Узы (из истории родоплеменных делений узбеков) // ОНУ. 1970. № 2.
- Арабы // Узбекская Советская энциклопедия (далее — УСЭ). Т. 1. Ташкент, 1971.
- Арабы Средней Азии // Там же. Т. 2. Ташкент, 1971.
- Предисловие // Этнографическое изучение быта и культуры узбеков. Ташкент, 1972.
- К вопросу расселения и родовых делений канглы // Там же.
- О традиционной пище узбеков // Там же.
- Буркуты // УСЭ. Т. 2. Ташкент, 1972.
- Этнографические материалы в трудах Беруни // Беруни и гуманитарные науки. Ташкент, 1972.
- Социалистическое преобразование общественного быта узбекского народа // ОНУ. 1972. № 11-12.
- Древние элементы в этногенезе узбеков. Докл. на IX Междунар. конгр. антропологических и этнографических наук. М., 1973. То же на англ. яз. Чикаго, 1973.
- Крупный вклад в этнографическую науку (рец. на кн. СМ. Абрамзона «Киргизы и их этнографические и историко-культурные связи». Л., 1971) // ОНУ. 1973. № 3.
- Отгонное животноводство в Узбекистане // Очерки по истории хозяйства народов Средней Азии и Казахстана. Л., 1973.
- Этнографические материалы в трудах Беруни // Беруни на ижтимоий фанлар. Ташкент, 1973 (на узб. яз.).
- К этнической истории узбекского народа. Ташкент, 1974.
- Основные отрасли животноводства в дореволюционном Узбекистане // Хозяйственно-культурные традиции народов Средней Азии и Казахстана. М., 1975.
- Быт узбеков в Хорезме // История Хорезма. Ташкент, 1976.
- Об одной языковедческой работе (рец. на кн. X. Даниярова «Опыт изучения джекающих диалектов в сравнении с узбекским литературным языком». Ташкент, 1975) // ОНУ. 1976. № I (в соавт. с К. Мухамедовым).
- Этнокультурные связи народов Средней Азии и Казахстана (на материалах узбеков-кипчаков конца XIX — начала XX в.) // Тез. докл. на сессии, посвящ. итогам полевых этнографических и антропологических исследований в 1974—1975 гг. Душанбе, 1976.
- Этнокультурные связи узбеков с другими тюркоязычными народностями Средней Азии и Казахстана // Этнические связи тюркских народов СССР. Тез. докл. и сообщ. Алма-Ата, 1976.
- Очерки этнической истории южных районов Таджикистана и Узбекистана (рец. на кн. Б. Х. Кармышевой) // ОНУ. 1977. № 4.
- Древние элементы в этногенезе узбеков // The Nomadic Alternative. Р., 1978.
- Традиционные игры и развлечения узбеков, отражающие быт скотоводов (XIX — начало XX в.) // Всесоюз. сессия, посвящ. итогам полевых этнографических и антропологических исследований 1976—1977 гг. Тез. докл. Ереван, 1978.
- Фергана (этническая карта и этнический состав населения) // УСЭ. Т. 12. 1978.
- Хорезм (этническая карта и этнический состав населения) // Там же.
- Этнографические группы выходцев из Индии и процесс их интеграции и слияния с народами Средней Азии (XIX — начало XX в.) // General Problems of Anthropology and Ethnography of the South Asia. Papers by Soviet Researchers. M., 1978 (на англ. яз.).
- Кипчаки в узбекском этнической среде в дооктябрьский период (процессы интеграции) // Этнические процессы у национальных групп Средней Азии и Казахстана. М, 1980.
- Башкиро-узбекские этнокультурные связи // Всесоюз. сессия по итогам полевых этнографических исследований 1978—1979 гг. Тез. Уфа, 1980.
- Этнокультурные связи узбеков с другими тюркоязычными народами Средней Азии и Казахстана (на этнографическом материале) // Проблемы современной тюркологии. Алма-Ата, 1980.
- К вопросу о формировании тюркоязычных народностей Средней Азии (по материалам этногенеза узбекского народа) // Литературоведение и история. Тез. докл. и сообщ. Ташкент, 1980.
- Узбеки // УСЭ. Т. 13. 1980 (в соавт. с Б. Ахмедовым).
- Этнографические очерки материальной культуры узбеков конца XIX — начала XX в. Ташкент. 1981 (в соавт. с Х. И. Исмаиловым).
- О роли карлукского компонента в этногенезе узбекского народа // ОНУ. 1981. № 6.
- Об исторической топонимике Ташкента // ОНУ. 1982. № 7.
- Выдающиеся историки Средней Азии (рец. на кн. Б. В. Лунина «Жизнь и деятельность академика В. В. Бартольда». Ташкент, 1981) // Коммунист Узбекистана. 1982. № 9.То же на узб. яз. // Узбекистан коммунисти. 1982. № 9.
- К вопросу о формировании населения Среднего Зарафшана // Всесоюз. сессия по итогам полевых этнографических исследований 1981—1982 гг. Тез. докл. Нальчик, 1982.
- История Ташкента в древних источниках // История СССР. 1983. № 6 (в соавт. с Б. А. Ахмедовым). На языке дари // Кабул. 1983. № 6.
- Эволюция этнической истории узбеков // Всесоюз. сессия по итогам полевых этнографических и антропологических исследований 1982—1983 гг. Тез. докл. Черновцы, 1984.
- О формировании тюркоязычных народностей Средней Азии // Фольклор, литература и история Востока. Ташкент, 1984.
- К вопросу об этногенезе тюркоязычных компонентов Сибири в этногенезе узбеков // Тез. и докл. обл. науч. коиф. по этнографии. Омск. 1984.
- Традиционные народные праздники, их возрождение и обновление в современном быту узбекского народа // ОНУ. 1985. № 2.
- Родоплеменное название кипчаков в топонимии бассейна Заравшана // Материалы по ономастике Узбекистана. Джизак. 1985.
- Некоторые вопросы этнической динамики и этнических связей узбеков XIV—XVII веков // Очерки этнической истории узбекского народа. Ташкент, 1986.
- Кангы и кангское государство. Ташкент, 1990 (на узб. яз.).
- К вопросу о тюркоязычных компонентах в сложении узбекской народности // Проблемы этногенеза и этнической истории народов Средней Азии и Казахстана. М, 1991.
- Быт узбекского народа // История Узбекистана. Ташкент, 1984.
- Об этносах аз и уз // История Турана. 1994. № 3 (на узб. яз.).
- Этнографическая наука и её актуальные проблемы // Матер, конф., посвящ. 600-летию со дня рождения Мирзо Улугбека. Карши. 1995.
- Этнический состав населения Моверауннахра в эпоху Темура и Темуридов // Востоковедение. 1996. № 7.
- Некоторые вопросы о процессах формирования узбекского народа // ОНУ. 1996. № 6. С. 79-87.
- Тюркоязычные народы, живущие в Центральной Азии. Анкара, 1996.
- Некоторые теоретические вопросы этногенеза узбекского народа // ОНУ. 1998. № 6. С. 31-44.
- Государство карлуков и карлуки. Ташкент, 1999 (на узб. яз.).